# Jan Bednář (podnikatel)
Jan Bednář (* 13. července 1991 Mladá Boleslav) je česko-americký podnikatel a investor. Je zakladatelem a bývalým výkonným ředitelem (CEO) technologicko-logistické společnosti ShipMonk, která patří k dodavatelům fullfilmentových služeb v Severní Americe. Bednář ve firmě po vstupu investorů stále drží majoritní podíl a patří do žebříčku miliardářů mezi 100 nejbohatších Čechů. V listopadu 2022 byl oceněn společností EY jako jeden z finalistů soutěže Podnikatel roku 2022 v USA a vítězem za stát Florida.

## Mládí
Jan Bednář se narodil v roce 1991 v Mladé Boleslavi. Jeho rodiče působí ve vedení rodinné firmy zajišťující cisternovou přepravu chemikálií PCT.[zdroj?]
Bednář vyrůstal v Bakově nad Jizerou. Od čtvrté třídy docházel na hokejovou základní školu v Mladé Boleslavi, po jejím dokončení studoval na gymnáziu Dr. Josefa Pekaře.[zdroj?]

### Hokejová kariéra
Během základní a střední školy Bednář hrál hokej jako levé křídlo za BK Mladá Boleslav. Jeho ročník v dorostu postoupil do nejvyšší české ligy.[zdroj⁠?!]
V sedmnácti letech Bednář přestoupil na katolickou střední školu Cardinal Gibbons nedaleko města Fort Lauderdale ve státě Florida v USA, kam získal sportovní stipendium. Školu reprezentoval v ledním hokeji, ve vodním pólu a skocích do vody.

## Podnikání

### Prim
Po přesunu do Spojených států se Bednář dostal k hodinářskému byznysu. Od zástupců české značky Prim dostal nabídku, aby v Severní Americe distribuoval jejich hodinky. Za rok prodal jen dva kusy hodinek.

### Poslimito.cz a BedaBox
Známým posílal z USA do Česka zboží, které tam bylo nedostupné nebo drahé, např. produkty značek Under Armour, Apple či Victoria´s Secret. Pro tento účel založil web Poslimito.cz.
Později na vysoké škole svou službu přihlásil do školní soutěže o nejlepší byznysový plán pod názvem BedaBox. Univerzitní soutěž vyhrál, což mu vedle ceny 45 tisíc dolarů a právnických služeb vyneslo i místo v startupovém akcelerátoru FAU´s Tech Runway.

### Shipmonk
Byznysový záběr BedaBoxu se rozšířil v roce 2015, kdy k němu Bednář přidal tzv. order fulfillment, tedy službu, která za malé a střední internetové obchody vyřizuje skladování a zasílání zboží. Nová odnož nesla jméno BedaBox Fulfillment a později se přejmenovala na Shipmonk.
Start-up k sobě postupně přitáhl pozornost médií i investorů. V roce 2018 firma ohlásila, že získala deset milionů dolarů od skupiny vedené fondem SJF Ventures. Další investiční kola přišla na přelomu let 2020 a 2021, kdy do firmy investovala 290 milionů dolarů (6,3 miliardy korun) společnost Summit Partners a 65 milionů dolarů (1,4 miliardy korun) firma Periphas Capital. Vlivem investice, za niž investoři získali 49% podíl ve firmě, se valuace Shipmonku dostala nad hranici 700 milionů dolarů (14,5 miliardy korun).
Během pandemie covidu-19 v letech 2020 a 2021 zažilo odvětví e-commerce vlivem lockdownů velký nárůst tržeb, z něhož profitoval i Shipmonk. V dubnu 2023 otevřel u Chebu první sklad v kontinentální Evropě, z něhož chce obsluhovat zejména americké klienty.
V červnu 2023 Bednář oznámil, že v roli výkonného ředitele firmy končí a v čele Shipmonku ho nahradí Josh McCarter.

## Osobní život
Bednář byl v roce 2017 časopisem Forbes zařazen do výběru mladých talentů 30 pod 30 jak ve Spojených státech, o rok později také v České republice.
Bednář nedokončil studium gymnázia v Mladé Boleslavi. Středoškolská studia dokončil na škole americké škole Cardinal Gibbons na Floridě. Poté vystudoval ekonomiku a byznys na Florida Atlantic University. V roce 2022 absolvoval kurz MBA na Harvardově univerzitě.